# Kevin Zschimmer
Kevin Zschimmer (* 3. März 1993 in Hamburg) ist ein ehemaliger deutscher Fußballspieler.

## Sportlicher Werdegang
Zschimmer spielte in der Jugend beim MSV Hamburg, wo er die Verantwortlichen des Hamburger Fußball-Verbandes auf sich aufmerksam machte und 2006 in die Jugendauswahl des Verbandes berufen wurde. Später wechselte er in die Jugendabteilung des Hamburger SV. Diesen verließ er im Sommer 2011 in Richtung Hallescher FC.
Beim Halleschen FC spielte Zschimmer zunächst ein Jahr lang in der U19-Mannschaft, die in der erstklassigen A-Junioren-Bundesliga Nord/Nordost antrat. Mit 16 Toren in 23 Einsätzen wurde er dort Torschützenkönig und trug so zum Klassenerhalt der Mannschaft bei. Nach dem Überschreiten der Altersgrenze rückte Zschimmer 2012 in den Kader der Reservemannschaft auf. Parallel gehörte er als einer von vier Perspektivspielern neben den ebenfalls hauptsächlich in der U23-Mannschaft auflaufenden Maximilian Hecht, Stephane Mvibudulu und Dennis Carl zum Kader der in der 3. Liga antretenden ersten Mannschaft. Im Oktober debütierte er bei einer 0:2-Niederlage gegen Wacker Burghausen im Profifußball, als er in der Schlussphase für Jan Beneš eingewechselt wurde. Dies blieb jedoch sein einziger Einsatz in der Profimannschaft des Vereins, drei weitere Male stand er ohne Einsatz im Kader. Stattdessen gehörte Zschimmer aber zum Stamm der Zweitvertretung. Mit acht Toren in 28 Einsätzen war er dort einer der besten Torschützen der Mannschaft, die sich am Saisonende in der Spitzengruppe der fünftklassigen Oberliga Nordost einfand.
Im Sommer 2013 verließ er den HFC und wechselte zum Regionalligisten VfR Neumünster. Nach zwei Spielzeiten wechselte er in die Oberliga Hamburg zum SC Victoria Hamburg. Bereits zur nächsten Saison wechselte er ligaintern zum SC Concordia Hamburg. Im Sommer 2019 wechselte er in die Verbandsliga Schleswig-Holstein zum WSV Tangstedt. Im Winter 2020 wechselte er zurück in die Oberliga Hamburg zu Hamm United. Im Sommer 2020 erfolgte sein Wechsel zum Bezirksligisten Hamburger Turnerschaft von 1816.